# Francesco da Codogno
Francesco da Codogno est le pseudonyme d'Angelo Zuccotti, né le 14 mars 1800 à Reggio d'Émilie et mort le 18 septembre 1843 dans la même ville, et peintre néo-classique italien du XIXe siècle spécialisé dans les commandes religieuses.

## Biographie
Né à Reggio d'Émilie, Angelo Zuccotti était un peintre membre de l'ordre religieux des Frères mineurs conventuels. Il était aussi élève de Prospero Minghetti et travaillait notamment à Reggio, Rome, Carpi et Sassuolo.